# Thomas Francis, Jr.
Thomas Francis Jr. (15 de julio de 1900) – 1 de octubre de 1969) fue un médico, virólogo y epidemiólogo estadounidense que guio el descubrimiento y desarrollo de la vacuna contra la polio en la que trabajaba su alumno Jonas Salk. Francis fue la primera persona en aislar el virus de la gripe en Estados Unidos, y en 1940 demostró que existen otras cepas de gripe y participó en el desarrollo de vacunas contra la gripe.

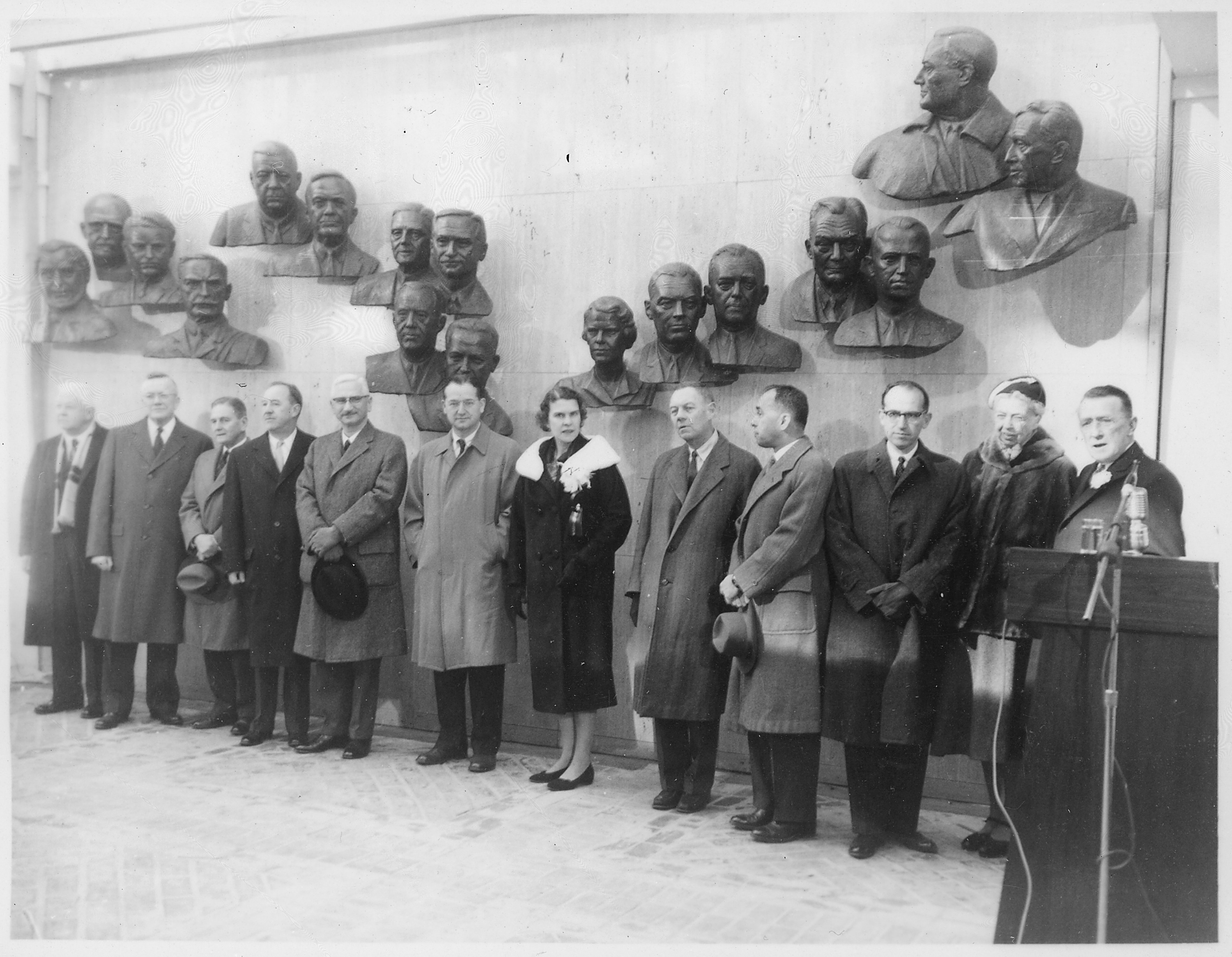
Los líderes en la lucha contra la polio fueron homenajeados en la inauguración del Salón de la Fama de la Polio el 2 de enero de 1958. De izquierda a derecha: Thomas M. Rivers, Charles Armstrong, John R. Paul, Thomas Francis Jr., Albert Sabin, Joseph L. Melnick, Isabel Morgan, Howard A. Howe, David Bodian, Jonas Salk, Eleanor Roosevelt y Basil O'Connor.

Francis creció en New Castle, en el oeste de Pensilvania, se graduó de New Castle High School en 1917 y de Allegheny College con una beca en 1921, y recibió su título de médico de la Universidad de Yale en 1925. Posteriormente se unió a un equipo de investigación de élite en el Instituto Rockefeller, primero investigando sobre vacunas contra la neumonía bacteriana y más tarde se dedicó a la investigación sobre la gripe. Se convirtió en el primer estadounidense en aislar el virus de la gripe humana. De 1938 a 1941 fue profesor de bacteriología y director del departamento de la Facultad de Medicina de la Universidad de Nueva York.
En 1941 fue nombrado director de la Comisión de Gripe de la Junta Epidemiológica de las Fuerzas Armadas (AFEB), cargo que le permitió participar en el exitoso desarrollo, ensayo de campo y evaluación de vacunas protectoras contra la gripe. Más tarde ese año, Francis recibió una invitación de Henry F. Vaughan para unirse a la recién creada Escuela de Salud Pública en la Universidad de Míchigan.
En la Universidad de Míchigan, Francis estableció un laboratorio de virus y un Departamento de Epidemiología que se ocupó de una amplia gama de enfermedades infecciosas. Cuando Jonas Salk llegó a esa universidad en 1941 para realizar estudios de posgrado en virología, Francis fue su mentor y le enseñó la metodología del desarrollo de vacunas. Durante ese tiempo en la Universidad de Míchigan, Francis y Salk, junto con otros investigadores, infectaron deliberadamente a pacientes de varias instituciones mentales de Míchigan con el virus de la gripe rociándolo en sus fosas nasales.  El trabajo de Salk en Míchigan finalmente condujo a su vacuna contra la polio.
En 1947, Francis recibió una de las primeras cátedras distinguidas de Míchigan: la Cátedra de Epidemiología de la Universidad Henry Sewall. Además de su trabajo en la Escuela de Salud Pública, Francis se unió a la facultad de pediatría de la Facultad de Medicina de la universidad.
Como director del Centro de Evaluación de la Vacuna contra la Poliomielitis de la Universidad de Míchigan, Francis diseñó y dirigió un ensayo de campo a nivel nacional sin precedentes de 17,5 millones de dólares para probar la vacuna. El ensayo, que duró un año y fue realizado por un equipo de más de 100 personas de la Universidad de Míchigan, involucró a 1,8 millones de niños en Estados Unidos, Canadá y Finlandia y una enorme red de voluntarios de la comunidad. Los resultados del estudio se anunciaron en el Auditorio Rackham de la Universidad de Míchigan el 12 de abril de 1955 y marcaron una era de esperanza y éxito en la lucha contra las enfermedades infecciosas y, más ampliamente, en el desarrollo de esfuerzos a gran escala para el bien de la sociedad.
De su obra, Francisco destacó:

"La epidemiología debe buscar constantemente maestros y eruditos imaginativos e ingeniosos para crear un nuevo género de ecólogos médicos que, con la fina sensibilidad del artista científico y la amplia percepción del escultor comunitario, puedan interpretar la interacción de fuerzas que resultan en la enfermedad."

En 1933, Francis se casó con Dorothy Packard Otton y tuvieron dos hijos. Murió en 1969 en Ann Arbor, Míchigan .

## Honores
- Fue galardonado con la Medalla de la Libertad en 1946.
- Fue elegido miembro de la Academia Nacional de Ciencias de los Estados Unidos en 1948.[3]
- Fue honrado con el Premio Lasker en reconocimiento a su destacada contribución al conocimiento de la gripe en 1947 [4]
- Fue elegido miembro de la Sociedad Filosófica Americana en 1954.[5]
- Fue elegido para el Salón de la Fama de la Polio, que se inauguró en Warm Springs, Georgia, en enero de 1958 en reconocimiento a su labor de investigación sobre la polio.
- Fue elegido miembro de la Academia Estadounidense de las Artes y las Ciencias en 1960.[6]
- Reconocimiento póstumo en 2005 con la entrega de la Medalla Thomas Francis Jr. en Salud Pública Global en Míchigan [7]

## Publicaciones
- Septicemia experimental; un método para su producción en perros Universidad de Yale (1925)OCLC 42288247 (Tesis de doctorado)
- Artículos listados en PubMed

## Lectura adicional
- Lambert, SM; Markel, H (2000). «Making history: Thomas Francis, Jr, MD, and the 1954 Salk Poliomyelitis Vaccine Field Trial». Archives of Pediatrics & Adolescent Medicine 154 (5): 512-7. PMID 10807305. doi:10.1001/archpedi.154.5.512.
- Smith, JS (1992). «Suspended judgment. Remembering the role of Thomas Francis, Jr. In the design of the 1954 Salk Vaccine Trial». Controlled Clinical Trials 13 (3): 181-4. PMID 1320555. doi:10.1016/0197-2456(92)90001-G.
- Paul, JR (1974). «Thomas Francis, Jr». Biographical Memoirs of the National Academy of Sciences 44: 57-110. PMID 11615644.
- Salk, J (1970). «The restless spirit of Thomas Francis, Jr., still lives: the unsolved problems of recurrent influenza epidemics». Archives of Environmental Health 21 (3): 273-5. PMID 4926858. doi:10.1080/00039896.1970.10667238.
- Griffin, HE (1970). «Thomas Francis, Jr., MD: epidemiologist to the military». Archives of Environmental Health 21 (3): 252-5. PMID 4926854. doi:10.1080/00039896.1970.10667234.
- Paul, J (1970). «Thomas Francis, Jr., MD, as a clinician--1900-1969». Archives of Environmental Health 21 (3): 247-51. PMID 4926853. doi:10.1080/00039896.1970.10667233.
- Wegman, Myron E. (1970). «Thomas Francis, Jr.: an appreciation». Archives of Environmental Health 21 (3): 230-6. PMID 4926851. doi:10.1080/00039896.1970.10667230.
- Macleod, CM (1970). «Thomas Francis, Jr., MD, 1900-1969». Archives of Environmental Health 21 (3): 226-9. PMID 4926850. doi:10.1080/00039896.1970.10667229.
- «Infectious Diseases Society of America Bristol Award for distinguished achievement in the field of infectious diseases awarded to Thomas Francis, Jr., M.D. At the seventh meeting of the Society in Washington, D.C., October 25, 1969». The Journal of Infectious Diseases 121 (2): 240-1. 1970. PMID 4905649. doi:10.1093/infdis/121.2.240.
- Mcdermott, W (1970). «Thomas Francis, Jr., 1900-1969». Transactions of the Association of American Physicians 83: 16-8. PMID 4927289.

- Datos: Q2423973
- Multimedia: Thomas Francis Jr. / Q2423973